# Cerro Corá (Misiones)

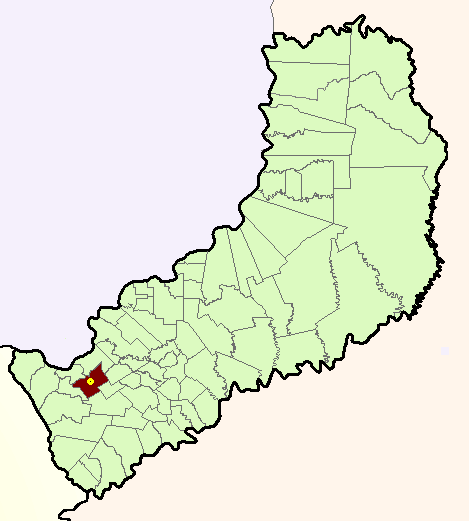
Municipio de Cerro Corá en la provincia de Misiones.

Cerro Corá es una localidad y municipio argentino de la provincia de Misiones, ubicado en el Departamento Candelaria.
El municipio cuenta con una población de 1333 habitantes, según el censo de 2010 INDEC".
La localidad de Cerro Corá ya existía en 1894, como lo reconoce un decreto firmado por el presidente Luis Sáenz Peña en el cual ordena la división de Misiones en secciones. La picada maestra culminada en 1911 que pasaba junto a Cerro Corá era la principal vía de comunicación entre el río Paraná y San Javier en la costa del río Uruguay, lo que motivó el crecimiento del pueblo. Incluso otras localidades hoy mayores como Bonpland y Leandro N. Alem fueron fundadas sobre la base de colonizaciones originadas en Cerro Corá. 
También existían una acopiadora de tabaco y una de caña de azúcar que ocupaban mano de obra local y servían para que los colonos colocaran su producción. Con el tiempo esta ruta fue disminuyendo en importancia, y el pueblo pasó de tener 2500 habitantes a menos de 300 habitantes en 1991.